# Crockerella philodice
Crockerella philodice é uma espécie de gastrópode do gênero Crockerella, pertencente à família Clathurellidae.